# Coming Apart
Coming Apart es una película de metraje encontrado de 1969 escrito y dirigido por Milton Moses Ginsberg y protagonizado por Rip Torn y Sally Kirkland.
Torn interpreta a un psiquiatra con trastornos mentales que filma en secreto sus encuentros sexuales con mujeres. Ginsberg filmó toda la película con una configuración de cámara estática, simulando un estilo de "documental falso" no construido, influenciado por David Holzman's Diary de Jim McBride. La película fue calificada X por sus escenas sexualmente explícitas.

## Sinopsis
El psiquiatra neoyorquino Joe Glazer, que está atravesando un divorcio, alquila un apartamento con el nombre falso de Glassman e instala una cámara de cine oculta en una caja con espejos para grabar su vida y con la que ocasionalmente hablar. La mayoría de las personas que visitan su apartamento son mujeres, entre ellas Joann, una expaciente; Mónica, una ex amante; y Karen, la esposa de uno de sus mejores amigos. Joe tiene encuentros sexuales con algunos de ellos. La cámara graba las palabras y acciones de Joe, así como su continuo colapso mental.

## Reparto
- Rip Torn como Joe Glazer
- Sally Kirkland como Joann
- Viveca Lindfors como Monica
- Megan McCormick como Joy
- Lois Markle como Elaine
- Lynn Swann como Anita
- Phoebe Dorin como Karen
- Nancy MacKay como Amy
- Julie Garfield como trabajadora de campaña de Eugene McCarthy
- Kevin O'Connor como Armand

## Recepción
Vincent Canby de The New York Times escribió: "Como intento de elevar la pornografía... a arte, a menudo es ingeniosa y divertida, pero fracasa por varias razones, incluidas las limitaciones autoimpuestas de Ginsberg en la forma (a las que no es completamente fiel)." Explicó que "el guión, como la película, eventualmente se desvía en una dirección horizontal hacia una especie de confusión brumosa". Variety declaró: "El problema con Coming Apart es que, si bien sugiere algunas ideas interesantes, no puede ofrecer ninguna de ellas de forma convincente. Si se supone que Torn es algún tipo de santo en la religión de la psiquiatría del siglo XX, dispuesto a aceptar la verdad de sus percepciones con ironía distante, esto sólo contribuye a la muerte de la película como entretenimiento público". Gene Siskel del Chicago Tribune le dio a la película 3,5 estrellas de 4 y elogió a Torn por "una actuación brillantemente controlada. Nunca parece estar actuando". Kevin Thomas, de Los Angeles Times, escribió: "En este triste estudio sobre la desintegración de un psicólogo de Nueva York (Rip Torn), Ginsberg cometió el error de colocar a actores profesionales en situaciones improvisadas al estilo de Warhol... Lo que nosotros" En consecuencia, lo que nos queda es poco más que una leve pero principalmente tediosa pornografía para intelectuales". Gary Arnold de The Washington Post escribió: "En comparación con la sátira erótica, las serias pretensiones de la película parecen tan aburridas y derivadas que es natural descubrir que el interés disminuye una vez que los personajes comienzan a ordenar sus almas... las crisis volverse morbosamente sentimental y teatralmente sencillo". El crítico de Life Richard Schickel elogió la actuación de Torn, el uso inventivo de la cámara y el sonido por parte de Ginsberg y la representación "esclarecedora" de una crisis esquizofrénica. Sin embargo, Andrew Sarris de The Village Voice le dio una crítica menos favorable y la película fue un fracaso comercial. John Simon describió Coming Apart como "pornografía juvenil pretenciosa".
Desde entonces, la película ha alcanzado un culto entre críticos y cineastas.

## Banda sonora
Lanzada originalmente con una calificación X en 1969, una gran parte de la intensidad de la película provino del uso de varias pistas tomadas del álbum en vivo de Jefferson Airplane, Bless Its Pointed Little Head. Las proyecciones de resurgimiento de 35 mm en 1999 incluyeron la banda sonora original, pero cuando Kino lanzó la película en video casero al año siguiente, obtener la licencia de las pistas originales de Jefferson Airplane resultó imposible, por lo que Francis Xavier y el propio director reemplazaron toda la banda sonora. Un problema significativo en esta alteración fue que debido a que las canciones se reprodujeron en el set usando un sistema estéreo, las pistas de reemplazo tuvieron que superponerse a las originales para oscurecerlas, pero para conservar el diálogo original de la película, las pistas de reemplazo tuvieron que ser silenciado en esas secciones. Los oyentes atentos podrán escuchar las pistas originales de Jefferson Airplane tras varios de los intercambios de diálogo.